# Chi Chích lá
Chi Chích lá (danh pháp khoa học: Phylloscopus) là một chi chim ăn sâu bọ thuộc họ Chích lá (Phylloscopidae). Chi này chứa khoảng 55-60 loài chích. Trước đây chi này được đặt trong "đơn vị phân loại thùng rác" (họ Sylviidae cũ), nhưng hiện nay đã được chuyển ra để lập thành một họ mới (Alström và ctv. 2006). Hiện tại, chi chứa khoảng 55 loài, nhưng với thành phần như thế, nó làm cho chi này trở thành đa ngành trong mối quan hệ với chi Seicercus (chích đớp ruồi). Vì thế, hoặc là một vài loài phải chuyển ra khỏi chi này.
Các loài chích lá là những con chim chích hoạt động mạnh, liên tục di chuyển, luôn luôn gắn liền với các cây gỗ, mặc dù thông thường là các đồng rừng tương đối thưa chứ không phải các khu rừng rậm. Chúng có mặt từ tán lá xuống tới các cụm cây bụi. Phần lớn các loài có tập tính chiếm lĩnh lãnh thổ quanh năm.
Phần lớn các loài có bộ lông ánh xanh lục hay ánh nâu ở phần lưng và màu trắng nhạt hay hơi vàng ở phần bụng. So sánh với một vài dạng "chim chích" khác, tiếng hót của chúng là rất đơn giản.
Các loài sinh sản ở khu vực ôn đới thông thường là chim di trú.

## Các loài
Các loài theo truyền thống đặt trong chi Phylloscopus là:
- Chích rừng mặt đỏ, Phylloscopus laetus
- Chích rừng Laura, Phylloscopus laurae
- Chích rừng họng vàng, Phylloscopus ruficapilla
- Chích rừng Uganda, Phylloscopus budongoensis
- Chích rừng nâu, Phylloscopus umbrovirens
- Chích rừng chỏm đen, Phylloscopus herberti
- Chích liễu, Phylloscopus trochilus
- Chích đảo Canary, Phylloscopus canariensis
  - Chích quần đảo Đông Canary, Phylloscopus canariensis exsul - tuyệt chủng (1986?)
- Chích Á Âu, Phylloscopus collybita
  - Chích Siberi, Phylloscopus (collybita) tristis
- Chích Iberia, Phylloscopus brehmii
- Chích núi, Phylloscopus sindianus
- Chích lá đồng bằng, Phylloscopus neglectus
- Chích Tây Bonelli, Phylloscopus bonelli
- Chích Đông Bonelli, Phylloscopus orientalis
- Chích rừng, Phylloscopus sibilatrix
- Chích nâu, Phylloscopus fuscatus
- Chích đen khói, Phylloscopus fuligiventer
- Chích lá Tickell, Phylloscopus affinis
- Chích bụng hung hay chích họng vàng Phylloscopus subaffinis
- Chích bụng vàng, Phylloscopus griseolus
- Chích sọc vàng, Phylloscopus armandii
- Chích Radde hay chích bụng trắng, Phylloscopus schwarzi
- Chích sọc nâu, Phylloscopus pulcher
- Chích họng xám tro, Phylloscopus maculipennis
- Chích Pallas hay chích hông vàng, Phylloscopus proregulus
- Chích phao câu vàng nhạt Phylloscopus chloronotus
  - Chích lá Simla, Phylloscopus (chloronotus) simlaensis
- Chích lá Cam Túc, Phylloscopus kansuensis
- Chích lá Trung Hoa, Phylloscopus yunnanensis - P. sichuanensis là từ đồng nghĩa
- Chích lá Brooks, Phylloscopus subviridis
- Chích mày vàng hay chích mày lớn, Phylloscopus inornatus
- Chích lá Hume, Phylloscopus humei
  - Chích lá Mandell, Phylloscopus (humei) mandelli
- Chích Bắc Cực hay chích phương bắc, Phylloscopus borealis
- Chích xanh lục, Phylloscopus trochiloides
  - Chích lục xỉn, Phylloscopus (trochiloides) obscuratus
  - Chích hai sọc, Phylloscopus (trochiloides) plumbeitarsus
  - Chích ánh lục phương Tây, Phylloscopus (trochiloides) viridanus
  - Chích lục hay chích lục sáng, Phylloscopus (trochiloides) nitidus
- Chích chân xám, Phylloscopus tenellipes
- Chích lá Sakhalin, Phylloscopus borealoides
- Chích lá mỏ rộng, Phylloscopus magnirostris
- Chích lá Tytler, Phylloscopus tytleri
- Chích mào phương Tây, Phylloscopus occipitalis
- Chích mào phương Đông hay chích mày vàng, Phylloscopus coronatus
- Chích lá Izu, Phylloscopus ijimae
- Chích lá Blyth, Phylloscopus reguloides
- Chích lá Hải Nam, Phylloscopus hainanus
- Chích lá Nga Mi, Phylloscopus emeiensis
- Chích lá Davison hay chích lá đuôi trắng, Phylloscopus davisoni
- Chích đít vàng, Phylloscopus cantator
- Chích núi đá vôi, Phylloscopus calciatilis
- Chích ngực vàng, Phylloscopus ricketti
- Chích lá họng vàng chanh, Phylloscopus cebuensis
- Chích lá núi, Phylloscopus trivirgatus
- Chích lá Sulawesi, Phylloscopus sarasinorum
- Chích lá Timor, Phylloscopus presbytes
- Chích lá đảo, Phylloscopus poliocephalus
- Chích lá Philippine, Phylloscopus olivaceus
- Chích lá Makira hay chích lá San Cristobal, Phylloscopus makirensis
- Chích lá Sombre hay chích lá Kulambangra, Phylloscopus amoenus